# Berthe Hoola van Nooten

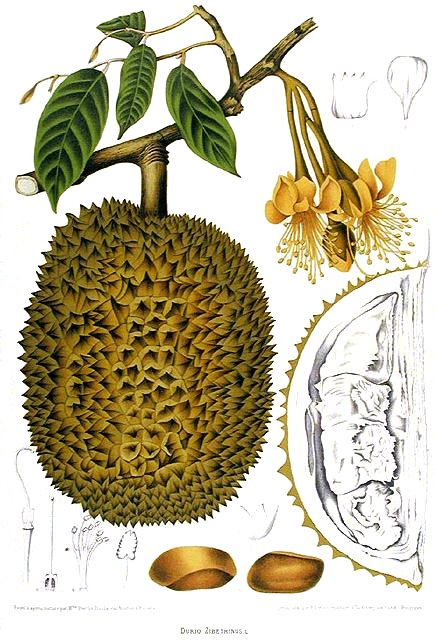
Durio zibethinus - Durian.

Berthe Hoola van Nooten (nació Bartha Hendrica Philippina van Dolder (12 de octubre de 1817 Wageningen - 12 de abril de 1892 Batavia), fue una artista ilustradora botánica, notable en sus ilustraciones de planchas "Fleurs, Fruits et Feuillages Choisis de l'Ile de Java" de 1863 a 1864.
Van Nooten era la hija de un vicario, y el 11 de julio de 1838 se casó con Dirk Hoola van Nooten, un juez de Paramaribo. Estando interesada en botánica, regularmente enviaba especímenes de plantas cultivadas a los Jardines Botánicos de Holanda, recolectando en expediciones hacia Surinam y Java con su esposo. Una tragedia personal y desastre financiero, golpearon con la muerte de su marido en 1847, dejando a su transición a la competencia en Java con grandes deudas y una familia joven de cinco, una situación muy similar a la que enfrentaban Maria Sibylla Merian y Elizabeth Blackwell. Consciente de la moda europea de las ilustraciones prodigiosas de la flora exótica, se dispuso a producir 40 láminas que representaran las especies de plantas interesantes de Java.
Sus intentos de publicar la obra fueron infructuosos hasta que adquirió el patrocinio de la reina consorte Sophia Mathilde, esposa de Guillermo III de los Países Bajos. Las excepcionalmente bien ejecutadas cromolitografías fueron hechas por Pieter Depannemaeker, el litógrafo belga operando en Ledeberg, Gante.

"Van Nooten era claramente una artista más que competente, para sus plantas espléndidamente tropicales, con su exuberante follaje, vivos colores de flores y de frutas exóticas, siendo representadas con gran habilidad. Se las arregló para acentuar el esplendor de cada especie mediante la adopción de un estilo que combina una gran precisión y claridad con un toque de neo-barroco exuberante, deleitándose en las ricas formas y colores del trópico. El ojo del lector es inmediatamente capturado por las hojas oscuras, que se muestran plegadas o arrugadas o parcialmente mordisqueaban por los insectos, los detalles de hecho con delicadeza de los folículos y semillas, y los grupos fuertes de flores que caen en cascada por la página. La excelente reproducción de los dibujos del artista en forma de cromos da una calidad táctil de estas imágenes impactantes." — Lucia Tongiorgi Tomasi, An Oak Spring Flora.

Aunque el libro se publicó en un buen número de ediciones, van Nooten murió en circunstancias difíciles económicas, en Batavia a sus 74 años. El nombre de la familia Hoola van Nooten hoy es respetada en los Países Bajos, y está listada en el Patriciado Neerlandés: un registro de familias neerlandesas que han desempeñado un papel importante en la sociedad neerlandesa en los últimos 150 años.

## Algunas publicaciones
- 1993. Flowers, Fruit & Foliage of the Tropics. Exotic Miniature Series, ed. ilustr de Sun Tree Publ. Ltd. 84 PP. ISBN 981003833X, ISBN 9789810038335

- 1963. Fleurs, fruits et feuillages choisies de la flore et de la pomone de l'Ille de Java. Ed. Verl. Okis Sa Helinair, 18 pp.

- 1880. Fleurs, fruits et feuillages choisis de l'île de Java. 3ª ed. de C. Murquardt, 88 pp.

- 1870. Phylium Pulcherrifolium, Ed. Emile Tarlier, 3 pp.
- La abreviatura «Hoola van Nooten» se emplea para indicar a Berthe Hoola van Nooten como autoridad en la descripción y clasificación científica de los vegetales.[3]